# Charles Francis Adams (1807–1886)
Charles Francis Adams (ur. 18 sierpnia 1807 w Bostonie, zm. 21 listopada 1886 tamże) – amerykański polityk.

## Życiorys
Urodził się 18 sierpnia 1807 roku w Bostonie, jako syn Johna Quincy’ego Adamsa i Louisy Catherine Johnson (Louisa Catherine Johnson Adams). Dzieciństwo spędził z rodzicami w Petersburgu. Uczęszczał do szkół w Bostonie, a następnie studiował na Uniwersytecie Harvarda. W 2 lata po uzyskaniu dyplomu podjął studia prawnicze w biurze Daniela Webstera, a w styczniu 1829 roku został przyjęty do palestry stanu Massachusetts i otworzył prywatną praktykę. Chociaż otworzył kancelarię prawną w Bostonie, jego główne zainteresowania były raczej naukowe, a w latach 1829–1845 opublikował w prestiżowym North American Review kilka obszernych recenzji prac dotyczących historii Wielkiej Brytanii i Ameryki. W tym okresie zaczął również redagować listy swojej babci Abigail Adams, które publikował w latach 1840–1848, rozpoczął pracę nad papierami swojego dziadka Johna Adamsa (1735–1826) i pisał eseje na różne tematy historyczne.
W latach 1841–1843 i 1844–1845 zasiadał w legislaturze stanowej Massachusetts, jednocześnie angażując się tworzenie gazety popierającej Partię Wigów. W 1848 roku był kandydatem na wiceprezydenta przy Martinie Van Burenie, z ramienia Partii Wolnej Ziemi. W 1858 roku wygrał wybory do Izby Reprezentantów z ramienia Partii Republikańskiej. Trzy lata później zrezygnował z mandatu, by przyjąć propozycję Abrahama Lincolna objęcia stanowiska posła pełnomocnego w Wielkiej Brytanii. Służbę dyplomatyczną w Londynie pełnił do 1868 roku. Pod koniec lat 60. XIX wieku współtworzył frakcję Liberalnych Republikanów, sprzeciwiających się administracji Ulyssesa Granta. Zmarł 21 listopada 1886 roku w Bostonie.